# OT-65A «Vydra»
OT-65A «Vydra» (рус. Выдра) чехословацкая боевая машина из состава безоткатного противотанкового орудия Tarasnice T21. Была создана на основе венгерской разведывательной машины FUG.

## Состоял на вооружении
- Чехословакия — переданы после распада Чехословакии в Чехию и Словакию
- Польша
- Чехия
- Словакия

## OT-65A в компьютерных играх
OT-65A «Vydra» присутствует в многопользовательской онлайн-игре «Armored Warfare: Проект Армата»

## См. также

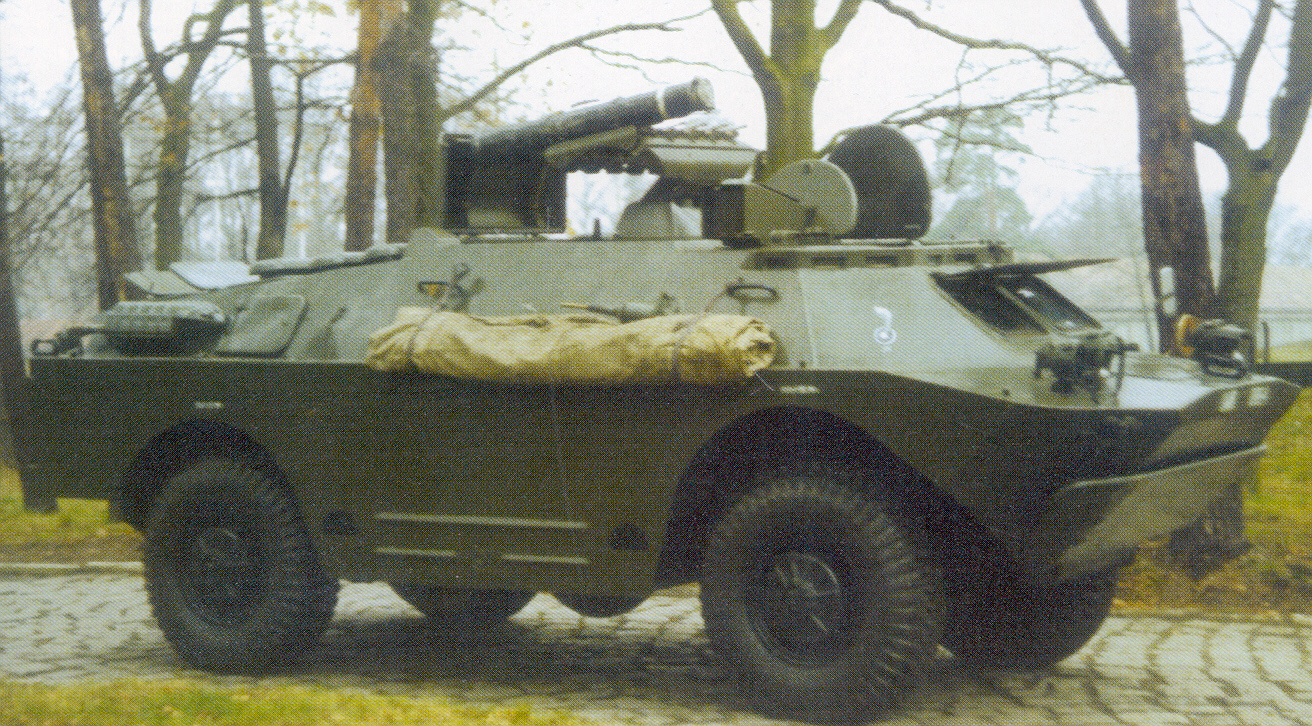
9П148 польской армии